# Apodytes
Apodytes, biljni rod dvosupnica iz porodice Metteniusaceae, kojemu pripada osam vrsta drveča i grmova iz tropske i južne Afrike, dijelova Azije (Indija, Indokina, Kina, Filipini, Indonezija) i Australije.
Rod je opisan u Journal of Botany, being a second series of the Botanical Miscellany 3: 155. 1840.

## Vrste
1. Apodytes abbottii Potg. & A.E.van Wyk
2. Apodytes bebile Labat, R.Rabev. & El-Achkar
3. Apodytes brachystylis F.Muell.
4. Apodytes clusiifolia (Baill.) Villiers
5. Apodytes dimidiata E.Mey. ex Arn.
6. Apodytes geldenhuysii A.E.van Wyk & Potgieter
7. Apodytes grandifolia (Miers) Benth. & Hook.f. ex B.D.Jacks.
8. Apodytes thouvenotii Danguy

## Sinonimi
- Anisomallon Baill.
- Hemilobium Welw.
- Jobalboa Chiov.